# Igre gladi: Balada pjevica i zmija (2023.)
Igre gladi: Balada ptica pjevica i zmija (eng. The Hunger Games: The Ballad of Songbirds and Snakes) je američki distopijski znanstvenofantastični akcijski film iz 2023. godine koji je režirao Francis Lawrence prema scenariju Michaela Lesslieja i Michaela Arndta. Temeljen na romanu Balada o pticama pjevicama i zmijama Suzanne Collins iz 2020., služi kao predpriča Igara gladi (2012.) i peti je nastavak filmskog serijala Igre gladi. U filmu glume Tom Blyth, Rachel Zegler, Peter Dinklage, Jason Schwartzman, Hunter Schafer, Josh Andrés Rivera i Viola Davis. Smješten 64 godine prije događaja iz prvog filma, radnja prati događaje koji mladog Coriolana Snowa vode na put da postane budući tiranski vođa Panema, uključujući njegov odnos s Lucy Gray Baird, posvećenom iz Okruga 12 za igre, tijekom 10. Igara Gladi.
Igre gladi: Balada pjevica i zmija održala je svoju svjetsku premijeru u Berlinu u Njemačkoj 5. studenog 2023., a u Sjedinjenim Državama 17. studenog 2023. Objavio ih je Lionsgate Films. Film je zaradio preko 243 milijuna dolara diljem svijeta i dobio mješovite kritike kritičara.

## Radnja
U Panemu, plemićki patrijarh obitelji Snow, general Crassus Snow, umire tijekom Prve pobune između Kapitola i Okruga. Trinaest godina kasnije, Crassusov osamnaestogodišnji sin Coriolanus jedan je od dvadeset i četiri studenta Akademije odabranih za mentora odavanja počasti na 10. godišnjim Igrama gladi. Coriolanus odlučuje obnoviti prosperitet svoje obitelji dobivanjem stipendije Plinth Prize. Kreator igara i dekan Akademije, Casca Highbottom, savjetuje mentorima da se usredotoče na zabavu gledatelja, a ne na to da igrači pobjede na Igrama.
Coriolanus je dodijeljen kao mentor Lucy Gray Baird iz Okruga 12. Tijekom ceremonije žetve, ona šarmira gledatelje Kapitola pjevajući i uvlačeći zmiju u haljinu okrutne kćeri gradonačelnika Lippa Mayfair. Dok se kolegica mentorica Arachne Crane ruga vlastitoj posvečenici, koja je zatim ubija, Coriolanus zadobija povjerenje Lucy Gray, ušuljajući se s njom u zoološki vrt u Kapitolu i pomažući joj pridobiti simpatije građana Kapitola, na veliko nezadovoljstvo Highbottoma, koji je upario Coriolana s Okrugom 12 kako pa bi propao. Coriolanus predlaže ideju sponzorstva glavnoj organizatorici igara, dr. Volumniji Gaul, ideju da gledatelji Kapitola doniraju zalihe poklona putem svojih mentora tijekom Igara kako bi povećali gledanost igara. Coriolanova kolegica iz razreda, Clemensia Dovecote, pokuša preuzeti zasluge, no Gaul stavlja dokument prijedloga u spremnik genetski modificiranih zmija koje ne napadaju poznate mirise te traži Clemens da ga izvadi. Ne prepoznajući Clemensijin miris, zmije je kritično rane - potvrđujući da je to bila Coriolanova prosidba.
Tijekom obilaska arene za igre, bomba pobunjenika eksplodira, ubivši nekoliko mentora, uključujući predsjednikovog sina, Felixa Ravinstilla, i nekoliko posvečenika. Nakon što Lucy Gray spasi Coriolanusa od krhotina koje padaju, on joj daje otrov za štakore da ga koristi kao oružje. Igre počinju s nekoliko igrača koji umiru u početnom krvoproliću. Lucy Gray bježi kroz rupu prouzročenu eksplozijom, skrivajući se u servisnom tunelu s kolegom iz Okruga 12, Jessupom. Coriolanusov bogati prijatelj i kolega mentor, Sejanus Plinth, ljuteći se na okrutnost Igara, ušulja se u arenu i tuguje pored svog poginulog posvečenika Marcusa, bivšeg kolege iz Okruga 2. Gaul nagovara Coriolana da vrati Sejana iz arene. Kad ih grupa igrača napadnu, Coriolanius ubije jednog.
Kako bi osvetila Felixovu smrt, Gaul pušta zmije u arenu, ubijajući sve osim Lucy Gray; Coriolanus je potajno stavio rupčić s njezinim mirisom u rezervoar za zmije. Gaul odbija ju proglasiti pobjednicom sve dok ju gledatelji s Capitola ne pritisnu. Nakon proslave pobjede, Highbottom se suočava s Coriolanom s rupcem i otrovom i osuđuje ga na dvadesetogodišnju kaznu mirotvorca zbog varanja. Sejan je slično kažnjen zbog ulaska u arenu. Coriolanus podmićuje časnika da ga premjesti u Okrug 12, gdje on i Sejan započinju obuku za Miročuvara.
Nakon što je jedan čovjek obješen, nadahnjujući pjesmu Lucy Gray "The Hanging Tree", Coriolanus i Sejan posjećuju bar Hob u kojem Lucy Gray nastupa s Coveyjem, nomadskim bendom. Coriolanus čuje kako Sejan pomaže pobunjenicima koji planiraju pobjeći; on koristi mutiranu pticu jabberjay kako bi snimio Sejanov glas i poslao ga Gaul. Coriolanus pronalazi Sejana kako razgovara s buntovnicom Spruce, bivšim dečkom Lucy Gray Billyjem Taupeom i njegovom djevojkom Mayfair, što dovodi do svađe. Coriolanus smrtno puca u Mayfair, a Spruce ubija Billyja. Sejanus i Spruce su nakon toga obješeni zbog izdaje, dok Lucy Gray i Coriolanus bježe.
Bježući prema sjeveru, Coriolanus pronalazi Spruceovo oružje skriveno u kolibi na obali jezera. Lucy Gray bježi nakon što shvati da je Coriolanus izdao Sejana. Dok ju Coriolanus progoni, zmija postavljena u zamku ga ugrize. Dezorijentiran, naslijepo puca iz svoje puške nakon što čuje ptice kako oponašaju glas Lucy Gray. Coriolanus nije siguran je li ona pogođena, ostavljajući njezinu sudbinu nepoznatom.
Coriolanus se vraća na Capitol, gdje Gaul otkriva da ga je ona oslobodila kazne i upisuje ga na sveučilište. Sejanovi roditelji, ne znajući da je uzrokovao smrt njihova sina, postavljaju ga nasljednikom, vraćajući Snježnim bogatstvo. Coriolanus posjećuje Highbottoma, koji priznaje da Igre nikada nisu trebale biti stvarnost. To je bila samo njegova pijana ideja koju je Crassus ukrao, a sabotirao je Coriolanusa kao osvetu za krvoproliće koje je neizravno prouzročio. Coriolanus ubija Highbottoma ubacujući otrov za štakore u njegovu zalihu morphlinga. Gaul kasnije obučava Coriolanusa kao organizatora igara, čime započinje njegov uspon na vlast.

## Glumci
- Tom Blyth kao Coriolanus "Coryo" Snow: mladi mentor na 10. Igrama gladi i budući predsjednik države Panem.
- Rachel Zegler kao Lucy Gray Baird: mlada posvečenica Okruga 12, koja ubrzo uspostavlje povezanost sa Coriolanusom. Ona je članica putujuče pjevačke trupe Covey.
- Josh Andrés Rivera kao Sejanus Plinth: prijatelj Snowa i mentor Okruga 2. Rodem je iz Okruga 2 ali živi u Kapitolu..
- Viola Davis kao Dr. Volumnia Gaul: glavna organizatorica 10. Igara gladi i osoba koja ih je prva provela..
- Peter Dinklage kao Casca Highbottom: dekan akademije i intelektualni autor Igara..
- Jason Schwartzman kao Lucretius "Lucky" Flickerman: prvi televiziski komentator za 10. Igre gladi I djed Caesar Flickermana, koji će kasnije komentirati Igre.
- Hunter Schafer kao Tigris Snow: starija sestrična od Coriolanusa s kojom je u dobram odnosu. Postat će stilistica u Kapitolu i kasnije pomoći Katnis i odporu.
- Fionnula Flanagan kao Grandma'am: baka Coriolanusa i Tigris.

## Produkcija
U kolovozu 2011. izvršni direktor Lionsgatea, Jon Feltheimer, izrazio je interes za spin-offove filmskog serijala Igre gladi, s namjerom formiranja sobe za pisce kako bi se istražio koncept.
U lipnju 2019. Joe Drake, predsjednik Lionsgate Motion Picture Group, objavio je da tvrtka radi s autoricom Suzanne Collins u vezi s adaptacijom romana The Ballad of Songbirds and Snakes. Do travnja 2020. Collins i Lionsgate su potvrdili da su u tijeku planovi za razvoj filma. Kasnije je potvrđeno da će Francis Lawrence režirati, nakon što je to učinio za prethodna tri filma u serijalu od Igre gladi: Plamen. Scenarij su napisali Collins, Michael Arndt i Michael Lesslie, s Ninom Jacobson i Bradom Simpsonom kao producentima uz Lawrencea. Zabrinut zbog duljine knjige, Lawrence je nakratko razmišljao o tome da film podijeli u dva dijela kao što je učinio s Igre gladi: Šojka rugalica – 1. dio i Igre gladi: Šojka rugalica – 2. dio, ali je odustao zbog svog kajanja zbog te odluke. Jacobson smatra da je gotov film imao "zastrašujuću" duljinu, ali smatra da "stvarno prolazi tako brzo". Collins je, osim toga, bila izvršni producent na filmu.

### Odabir glumaca
U svibnju 2022. Tom Blyth je izabran za ulogu mladog Snowa, s Rachel Zegler kao njegovom štićenicom, Lucy Gray Baird. Zegler je izvorno ponuđena uloga u siječnju, ali ju je prvo odbila prije nego što se kasnije predomislila. U lipnju 2022. izabrani su Josh Andrés Rivera (koji je prethodno glumio u West Side Story iz 2021. uz Zegler), Hunter Schafer i Jason Schwartzman. Peter Dinklage dobio je ulogu sljedećeg mjeseca. Tijekom lipnja i srpnja 2022. glumačka ekipa bila je zaokružena glumcima koji su tumačili višestruka priznanja i mentore filma. Dana 15. kolovoza 2022. objavljeno je da je Viola Davis odabrana za ulogu Volumnije Gaul, glavne kreatorice 10. godišnjih Igara gladi. Dana 16. rujna 2022. otkriveno je još glumaca, uključujući Burna Gormana i Fionnulu Flanagan.

### Snimanje
Snimanje je započelo u Wrocławu u Poljskoj 11. srpnja 2022., a završilo u Berlinu u Njemačkoj 5. studenog 2022.. Lokacije snimanja uključivale su Spomenik Bitki naroda u Leipzigu i Centennial Hall u Wrocławu. Neke scene u filmu također su snimljene u "Landschaftspark Duisburg-Nord" u Duisburgu u Sjevernoj Rajni-Vestfaliji.

## Glazba
Zvučni zapis za Baladu o pticama i zmijama sadrži filmsku verziju pjesama kao što su "The Hanging Tree", "Pure as the Driven Snow", koje je uživo izvela Rachel Zegler, a producirao Dave Cobb, koji je uvelike crpio iz Appalachian-a country folk glazbe. Službeni soundtrack The Hunger Games: The Ballad of Songbirds & Snakes (Music From & Inspired By) objavljen je 17. studenoga od strane Geffen Recordsa sa skladbama koje izvodi Zegler, kao i pjesmama koje izvode etablirani američki i folk izvođači, a vodio ga je s dva singla: "The Hanging Tree (verzija Lucy Gray)" objavljena je 18. listopada 2023., i "Can't Catch Me Now", koju izvodi Olivia Rodrigo, objavljena je dva dana kasnije, 3. studenog.
U srpnju 2022., skladatelj James Newton Howard potvrdio je da će se vratiti kako bi napravio glazbu za film. Howardovu glazbu objavila je Sony Classical Records 17. studenog 2023. 

## Kritike
Na internetskoj stranici Rotten Tomatoes, agregatoru recenzija, 64% od 218 recenzija kritičara je pozitivno, s prosječnom ocjenom 6,3/10. Konsenzus stranice glasi: "Izvanredna glumačka ekipa i uzbudljiva priča čine Igre gladi: Balada pjevica i zmija dostojnim povratkom u Panem usprkos brzopletom i pomalo frustrirajućem kraju." Metacritic, koji koristi ponderirani prosjek, dodijelio je filmu ocjenu 54 od 100, na temelju 51 kritičara, što ukazuje na "mješovite ili prosječne" kritike. Publika koju je anketirao CinemaScore dala je filmu prosječnu ocjenu "B+" na ljestvici od A+ do F, najnižu ocjenu franšize, dok su oni koje je anketirao PostTrak dali 87% ukupne pozitivne ocjene, a 70% je reklo da bi svakako preporučili film.
Zoe Guy iz časopisa Vulture izvijestila je da "neki kritičari gledaju na 158-minutni spektakl kao na prenapetu dosadu, dok drugi tvrde da je Balada najzadovoljavajući ulazak u cijeloj franšizi". Alex Berry iz NME-a je u međuvremenu okarakterizirao početni odgovor kritičara kao "uglavnom negativan", ističući da je "filmu kritizirano da mu nedostaje uzbuđenja i drame koje je obećao trailer, te da ne ispunjava očekivanja nakon prvih filmova".
Pišući za IndieWire, David Ehrlich nazvao je film i najboljim distopijskim filmom za mlade i "daleko" najjačim dijelom u filmskom serijalu Igre gladi, opisujući ga kao "rijedak prethodnik koji uspijeva stajati na vlastitim nogama i još uvijek sečiniti višim od ostalih priča koje je u konačnici trebao podržati.". Christy Lemire s RogerEbert.com pohvalila je "suptilnost ove priče o poreklu superzlikovca" i opisala Blythovu izvedbu u ulozi Coriolana Snowa kao "izvedbu koja stvara zvijezde". Brian Truitt iz USA Today pohvalio ga je kao "zamamnu mješavinu distopijskog akcijskog epa i glazbene drame koja nadmašuje prethodne filmove". U negativnoj recenziji za The Guardian, Peter Bradshaw je napisao da su "zanimljivost, dramatičan zamah i energija" franšize "iskreno istekli", zaključivši da se "ovaj film konačno veže u različite čvorove kako bi prefigurirao kasniji svijet Katniss, ali davno je došlo vrijeme za završetak igara". Clarisse Loughrey iz The Independent kritizirala je film zbog "[rasipanja] bijesa izvornog materijala spisateljice Suzanne Collins" i "[razvodnjavanja] njegovog najvećeg negativca", dodatno ismijavajući Snowovu karakterizaciju kao "jasificiranje budućeg čudovišta".

## Vanjske poveznice
- Službena stranica
- Igre gladi: Balada pjevica i zmija u internetskoj bazi filmova IMDb-a